# Tarjei Bø

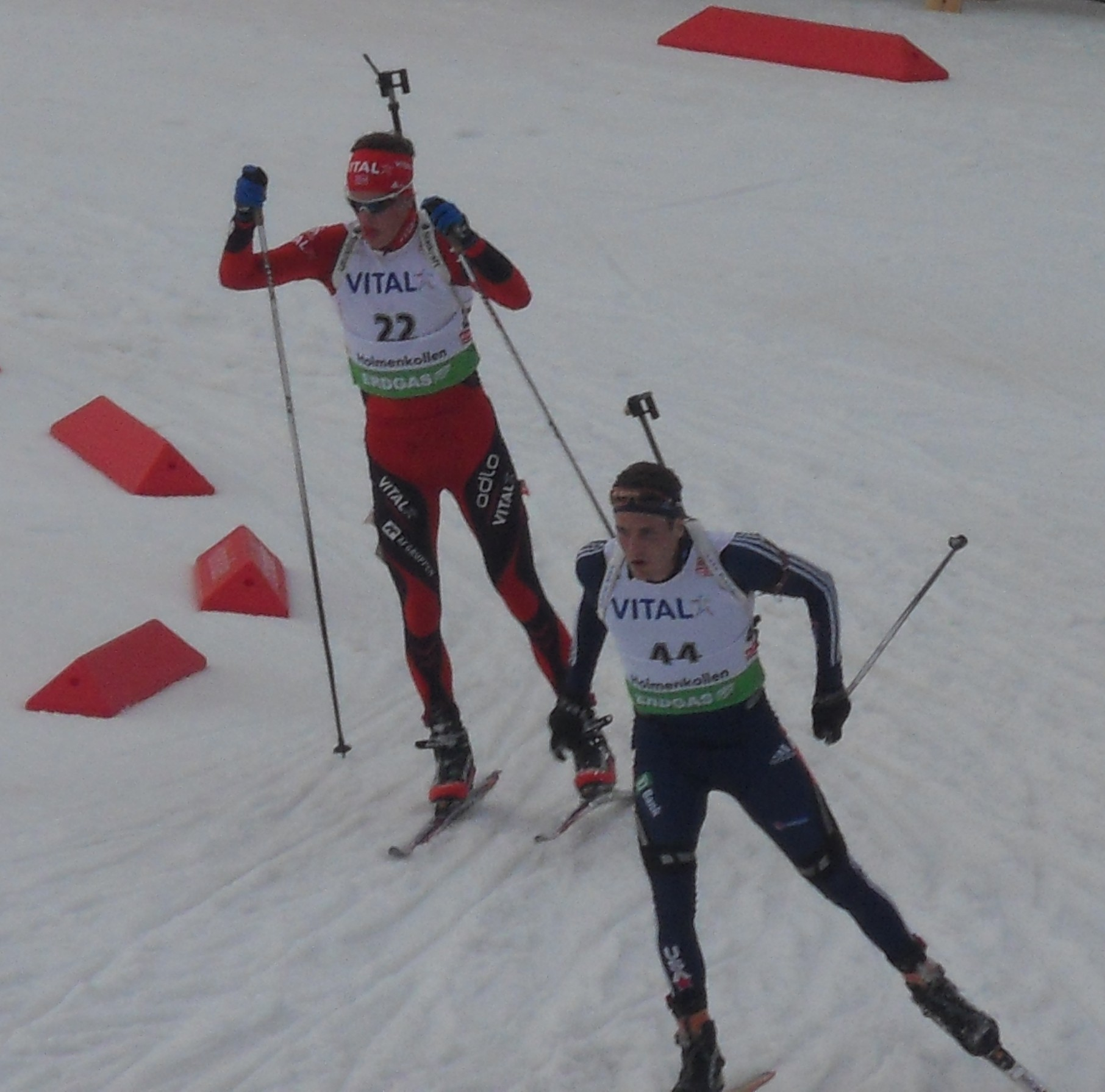
Bø (22) met Tim Burke in 2010 in eigen land

Tarjei Bø (Stryn, 29 juli 1988) is een Noors biatleet. Hij vertegenwoordigde zijn vaderland op de Olympische Winterspelen 2010 in Vancouver, daar maakte hij deel uit van het Noorse estafette-team dat goud won, en op de Olympische Winterspelen 2014 in Sotsji en de Olympische Winterspelen 2018 in Pyeongchang. Hij is de oudere broer van biatleet Johannes Thingnes Bø.

## Carrière
Bø maakte zijn debuut in de wereldbeker in maart 2009 in Chanty-Mansiejsk. Op 19 december behaalde hij in Pokljuka met een vierde plaats op de 10 kilometer sprint zijn eerste toptienklassering. Tijdens de Olympische Winterspelen van 2010 in Vancouver eindigde de Noor als 21e op de 20 kilometer individueel, op de estafette veroverde hij samen met Halvard Hanevold, Ole Einar Bjørndalen en Emil Hegle Svendsen de gouden medaille.
Op 10 december 2010 boekte Bø in Hochfilzen zijn eerste wereldbekerzege. Op de wereldkampioenschappen biatlon 2011 in Chanty-Mansiejsk werd hij wereldkampioen op de 20 kilometer individueel, daarnaast sleepte hij de bronzen medaille in de wacht op zowel de 10 kilometer sprint als de 12,5 kilometer achtervolging en eindigde hij als vierde op de 15 kilometer massastart. Samen met Ole Einar Bjørndalen, Alexander Os en Emil Hegle Svendsen legde hij beslag op de wereldtitel op de estafette, op de gemengde estafette veroverde hij samen met Tora Berger, Ann Kristin Flatland en Ole Einar Bjørndalen de wereldtitel. Aan het eind van het seizoen 2010/2011 behaalde de Noor, mede dankzij vijf wereldbekerzeges, met vijf punten voorsprong op landgenoot Emil Hegle Svendsen de eindzege in het algemene wereldbekerklassement.
Tijdens de wereldkampioenschappen biatlon 2012 in Ruhpolding was Bø's beste prestatie de zevende plaats op de 12,5 kilometer achtervolging, samen met Ole Einar Bjørndalen, Rune Bratsveen en Emil Hegle Svendsen werd hij opnieuw wereldkampioen op de estafette.
Vanwege gezondheidsproblemen moest Bø het eerste gedeelte van het seizoen 2012/2013 aan zich voorbij laten gaan, in januari 2013 maakte hij in Oberhof. In Nové Město nam hij deel aan de wereldkampioenschappen biatlon 2013. Op dit toernooi veroverde hij samen met Tora Berger, Synnøve Solemdal en Emil Hegle Svendsen de wereldtitel op de gemengde estafette. Op de 10 kilometer sprint eindigde hij op de achttiende plaats, gevolgd door een zeventiende plaats op de 12,5 kilometer achtervolging. Op de 20 kilometer individueel eindigde hij als twaalfde, op de estafette prolongeerde hij samen met Ole Einar Bjørndalen, Henrik L'Abée-Lund en Emil Hegle Svendsen de wereldtitel. Op de slotdag van het toernooi werd de Noor wereldkampioen op de 15 kilometer massastart.
Tijdens de Olympische Winterspelen van 2014 in Sotsji eindigde Bø als 26e op de 20 kilometer individueel, als 27e op de 12,5 kilometer achtervolging en als 39e op de 10 kilometer sprint. Samen met Johannes Thingnes Bø, Ole Einar Bjørndalen en Emil Hegle Svendsen eindigde hij als vierde op de estafette. Op de Wereldkampioenschappen biatlon 2015 behaalde Bø 5 medailles. Zowel in de achtervolging, de sprint als de massastart behaalde hij de bronzen medaille. Samen met Ole Einar Bjørndalen, zijn broer Johannes Thingnes Bø en Emil Hegle Svendsen behaalde hij de zilveren medaille in de estafette. Samen met Fanny Horn, Tiril Eckhoff en Johannes Thingnes Bø behaalde hij ook nog de bronzen medaille in de gemengde estafette.
Door zijn zege in de 4 × 6 km gemengde estafette in Antholz op 20 januari 2024 samen met Juni Arnekleiv, Karoline Offigstad Knotten en Johannes Thingnes Bø brak Tarjei Bø met zijn 42ste zege het record van Ole Einar Bjørndalen voor het meeste zeges in estafettes op het hoogste niveau. In datzelfde jaar behaalde Bø een tweede plaats in de eindstand van de wereldbeker, na zijn broer Johannes Thingnes en dit 13 jaar na zijn vorige eindpodium.

## Resultaten

### Olympische Winterspelen
| Jaar | Plaats      | Onderdeel   | Onderdeel | Onderdeel     | Onderdeel  | Onderdeel | Onderdeel          |
| Jaar | Plaats      | Individueel | Sprint    | Achtervolging | Massastart | Estafette | Gemengde estafette |
| ---- | ----------- | ----------- | --------- | ------------- | ---------- | --------- | ------------------ |
| 2010 | Vancouver   | 21e         | –         | –             | –          | ↑         |                    |
| 2014 | Sotsji      | 26e         | 39e       | 27e           | –          | 4e        | –                  |
| 2018 | Pyeongchang | 13e         | 13e       | 4e            | 8e         | ↑         | –                  |
| 2022 | Peking      | 8e          | ↑         | ↑             | 12e        | ↑         | ↑                  |

### Wereldkampioenschappen
| Jaar | Plaats            | Onderdeel                               | Onderdeel                               | Onderdeel                               | Onderdeel                               | Onderdeel                               | Onderdeel          | Onderdeel                 |
| Jaar | Plaats            | Individueel                             | Sprint                                  | Achtervolging                           | Massastart                              | Estafette                               | Gemengde estafette | Single gemengde estafette |
| ---- | ----------------- | --------------------------------------- | --------------------------------------- | --------------------------------------- | --------------------------------------- | --------------------------------------- | ------------------ | ------------------------- |
| 2010 | Chanty-Mansiejsk  | Niet gehouden vanwege Olympische Spelen | Niet gehouden vanwege Olympische Spelen | Niet gehouden vanwege Olympische Spelen | Niet gehouden vanwege Olympische Spelen | Niet gehouden vanwege Olympische Spelen | –                  |                           |
| 2011 | Chanty-Mansiejsk  | Goud                                    | Brons                                   | Brons                                   | 4e                                      | Goud                                    | Goud               |                           |
| 2012 | Ruhpolding        | 18e                                     | 17e                                     | 7e                                      | 17e                                     | Goud                                    | –                  |                           |
| 2013 | Nové Město        | 12e                                     | 18e                                     | 17e                                     | Goud                                    | Goud                                    | Goud               |                           |
| 2015 | Kontiolahti       | 25e                                     | Brons                                   | Brons                                   | Brons                                   | Zilver                                  | Brons              |                           |
| 2016 | Oslo Holmenkollen | 22e                                     | 54e                                     | 31e                                     | 6e                                      | Goud                                    | Brons              |                           |
| 2017 | Hochfilzen        | –                                       | 14e                                     | 9e                                      | 14e                                     | 8e                                      | –                  |                           |
| 2019 | Östersund         | Brons                                   | 13e                                     | 4e                                      | 9e                                      | Goud                                    | –                  | –                         |
| 2020 | Antholz           | 6e                                      | 4e                                      | 6e                                      | 4e                                      | Zilver                                  | Goud               | –                         |
| 2021 | Pokljuka          | 70e                                     | 9e                                      | 14e                                     | 6e                                      | Goud                                    | –                  | –                         |
| 2023 | Oberhof           | 7e                                      | Zilver                                  | 4e                                      | 9e                                      | Zilver                                  | –                  | –                         |
| 2024 | Nové Město        | Zilver                                  | 6e                                      | 5e                                      | 4e                                      | Zilver                                  | Zilver             | –                         |

### Wereldkampioenschappen junioren
| Jaar | Plaats       | Onderdeel   | Onderdeel | Onderdeel     | Onderdeel |
| Jaar | Plaats       | Individueel | Sprint    | Achtervolging | Estafette |
| ---- | ------------ | ----------- | --------- | ------------- | --------- |
| 2006 | Presque Isle | –           | –         | –             | 4e        |
| 2007 | Martell      | –           | –         | –             | –         |
| 2008 | Ruhpolding   | –           | –         | –             | –         |
| 2009 | Canmore      | 23e         | Brons     | Brons         | 6e        |

### Wereldbeker
Eindklasseringen
| Seizoen   | Algemeen | Individueel | Sprint | Achtervolging | Massastart |
| --------- | -------- | ----------- | ------ | ------------- | ---------- |
| 2009/2010 | 43e      | 50e         | 29e    | 53e           | 41e        |
| 2010/2011 | Goud     | Zilver      | Goud   | Goud          | Brons      |
| 2011/2012 | 7e       | 14e         | 6e     | 4e            | 20e        |
| 2012/2013 | 16e      | 13e         | 15e    | 25            | 6e         |
| 2013/2014 | 29e      | 49e         | 40e    | 22e           | 24e        |
| 2014/2015 | 19e      | 37e         | 25e    | 7e            | 10e        |
| 2015/2016 | 6e       | 14e         | 6e     | 4e            | 8e         |
| 2016/2017 | 36e      | –           | 42e    | 37e           | 30e        |
| 2017/2018 | 7e       | 35e         | 10e    | 8e            | 4e         |
| 2018/2019 | 6e       | 17e         | 5e     | 5e            | 11e        |
| 2019/2020 | 4e       | 4e          | 4e     | 6e            | 8e         |
| 2020/2021 | 4e       | 14e         | Brons  | 6e            | Goud       |
| 2021/2022 | 6e       | Goud        | 8e     | 10e           | 10e        |
| 2022/2023 | 6e       | 32e         | 6e     | 4e            | 7e         |
| 2023/2024 | Zilver   | Zilver      | Goud   | Brons         | 4e         |

Wereldbekerzeges
| Nr.         | Datum            | Plaats           | Onderdeel                        |
| Individueel | Individueel      | Individueel      | Individueel                      |
| ----------- | ---------------- | ---------------- | -------------------------------- |
| 1.          | 10 december 2010 | Hochfilzen       | 10 km sprint                     |
| 2.          | 11 december 2010 | Hochfilzen       | 12,5 km achtervolging            |
| 3.          | 7 januari 2011   | Oberhof          | 10 km sprint                     |
| 4.          | 9 januari 2011   | Oberhof          | 15 km massastart                 |
| 5.          | 8 maart 2011     | Chanty-Mansiejsk | 20 km individueel (WK)           |
| 6.          | 15 december 2011 | Hochfilzen       | 10 km sprint                     |
| 7.          | 17 februari 2013 | Nové Město       | 15 km massastart (WK)            |
| 8.          | 28 februari 2013 | Oslo             | 10 km sprint                     |
| 9.          | 2 december 2017  | Östersund        | 10 km sprint                     |
| 10.         | 3 december 2020  | Kontiolahti      | 10 km sprint                     |
| 11.         | 17 januari 2021  | Oberhof          | 15 km massastart                 |
| 12.         | 7 maart 2021     | Nové Město       | 12,5 km achtervolging            |
| 13.         | 8 december 2023  | Hochfilzen       | 10 km sprint                     |
| Estafettes  |                  |                  |                                  |
| 1.          | 7 januari 2010   | Oberhof          | 4 × 7,5 km estafette             |
| 2.          | 12 maart 2010    | Kontiolahti      | Gemengde estafette               |
| 3.          | 12 december 2010 | Hochfilzen       | 4 × 7,5 km estafette             |
| 4.          | 3 maart 2011     | Chanty-Mansiejsk | Gemengde estafette (WK)          |
| 5.          | 11 maart 2011    | Chanty-Mansiejsk | 4 × 7,5 km estafette (WK)        |
| 6.          | 11 december 2011 | Hochfilzen       | 4 × 7,5 km estafette             |
| 7.          | 9 maart 2012     | Ruhpolding       | 4 × 7,5 km estafette (WK)        |
| 8.          | 7 februari 2013  | Nové Město       | Gemengde estafette (WK)          |
| 9.          | 16 februari 2013 | Nové Město       | 4 × 7,5 km estafette (WK)        |
| 10.         | 7 december 2013  | Hochfilzen       | 4 × 7,5 km estafette             |
| 11.         | 25 januari 2015  | Antholz          | 4 × 7,5 km estafette             |
| 12.         | 6 februari 2015  | Nové Město       | Gemengde estafette               |
| 13.         | 29 november 2015 | Östersund        | Gemengde estafette               |
| 14.         | 15 januari 2016  | Ruhpolding       | 4 × 7,5 km estafette             |
| 15.         | 13 februari 2016 | Presque Isle     | 4 × 7,5 km estafette             |
| 16.         | 12 maart 2016    | Oslo             | 4 × 7,5 km estafette             |
| 17.         | 12 januari 2018  | Ruhpolding       | 4 × 7,5 km estafette             |
| 18.         | 18 maart 2018    | Oslo             | 4 × 7,5 km estafette             |
| 19.         | 18 januari 2019  | Ruhpolding       | 4 × 7,5 km estafette             |
| 20.         | 16 maart 2019    | Östersund        | 4 × 7,5 km estafette             |
| 21.         | 7 december 2019  | Östersund        | 4 × 7,5 km estafette             |
| 22.         | 15 december 2019 | Hochfilzen       | 4 × 7,5 km estafette             |
| 23.         | 13 februari 2020 | Antholz          | 4 × 6 km gemengde estafette (WK) |
| 24.         | 7 maart 2020     | Nové Město       | 4 × 7,5 km estafette             |
| 25.         | 5 december 2020  | Kontiolahti      | 4 × 7,5 km estafette             |
| 26.         | 20 februari 2021 | Pokljuka         | 4 × 7,5 km estafette             |
| 27.         | 14 maart 2021    | Nové Město       | 4 × 6 km gemengde estafette      |
| 28.         | 4 december 2021  | Östersund        | 4 × 7,5 km estafette             |
| 29.         | 12 december 2021 | Hochfilzen       | 4 × 7,5 km estafette             |
| 30.         | 8 januari 2022   | Oberhof          | 4 × 7,5 km gemengde estafette    |
| 31.         | 23 januari 2022  | Antholz          | 4 × 7,5 km estafette             |
| 32.         | 1 december 2022  | Kontiolahti      | 4 × 7,5 km estafette             |
| 33.         | 13 januari 2023  | Ruhpolding       | 4 × 7,5 km estafette             |
| 34.         | 22 januari 2023  | Antholz          | 4 × 7,5 km estafette             |
| 35.         | 30 november 2023 | Östersund        | 4 × 7,5 km estafette             |
| 36.         | 10 december 2023 | Hochfilzen       | 4 × 7,5 km estafette             |
| 37          | 7 januari 2024   | Oberhof          | 4 × 7,5 km estafette             |
| 38          | 11 januari 2024  | Ruhpolding       | 4 × 7,5 km estafette             |
| 39          | 20 januari 2024  | Antholz          | 4 × 6 km gemengde estafette      |
| 40          | 8 maart 2024     | Soldier Hollow   | 4 × 7,5 km estafette             |